# Matti Paasivuori

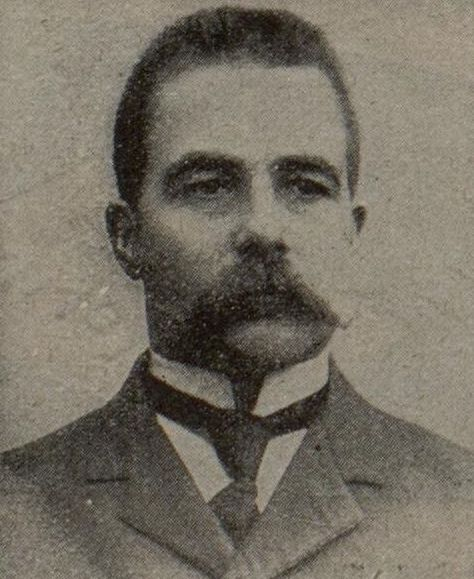
Matti Paasivuori, um 1908

Matti Paasivuori (geborener Hällberg, später bis 1906 Hälleberg; * 6. Mai 1866 in Ilmajoki; † 16. Juni 1937 in Helsinki) war ein finnischer Politiker der Sozialdemokratischen Partei Finnlands (SDP).

## Leben
Der gelernte Zimmermann engagierte sich bereits früh in der Arbeiterbewegung. 1899 kam es zur Gründung der späteren SDP, für die er ab 1907 im finnischen Reichstag saß und dabei den Wahlbezirk Viipurin lääni im ostfinnischen Karelien vertrat. Innerhalb der Partei vertrat er im Gegensatz zu anderen Vorsitzenden der SDP zu seiner Zeit wie Kullervo Manner oder Otto Wille Kuusinen, die sich später der Kommunistischen Partei anschlossen, moderate Positionen. Nach dem Finnischen Bürgerkrieg 1918 war er so auch der einzige Abgeordnete der politischen Linken, der dem Senat nicht fernblieb. Unter Oskari Tokoi war Paasivuori 1917 stellvertretender Vorsitzender des Handel- und Industrieministeriums. 1927 war er zudem Minister für soziale Angelegenheiten in der Regierung des Sozialdemokraten Väinö Tanners. Sein Mandat im finnischen Reichstag besaß Paasivuori bis zum August 1936.